# Бюрмос
Бюрмос (нем. Bürmoos) — коммуна (нем. Gemeinde) в Австрии, в федеральной земле Зальцбург. 
Входит в состав округа Зальцбург.  Население составляет 4567 человек (на 31 декабря 2005 года). Занимает площадь 7 км².

## Политическая ситуация
Бургомистр коммуны — Мартин Зеелайтнер (местный блок) по результатам выборов 2004 года.
Совет представителей коммуны (нем. Gemeinderat) состоит из 21 места.
- местный блок: 10 мест.
- СДПА занимает 7 мест.
- АНП занимает 2 места.
- местный список: 2 места.